# Harold Stark
Harold Mead Stark (Los Angeles, 6 de agosto de 1939) é um matemático estadunidense. É especializado em teoria dos números.

## Publicações selecionadas
- Stark, Harold M. (1978). An Introduction to Number Theory. Cambridge: MIT Press. ISBN 978-0-262-69060-7